# McDonnell Douglas AV-8
Die McDonnell Douglas AV-8B Harrier II ist ein senkrechtstartendes Kampfflugzeug und stellt die zweite Generation der britischen Hawker Siddeley Harrier dar.

## Entwicklung und Geschichte
McDonnell Douglas begann mit der Entwicklung der AV-8 „Harrier II“ Ende der 1970er Jahre, nachdem das United States Marine Corps (USMC) eine kampfstärkere Version gefordert hatte. So sollte ein größeres Arsenal an Waffen einsetzbar sein und besonders die Überlebensfähigkeit im Luftkampf verbessert werden. Des Weiteren wurden allgemeine Verbesserungen bei den Flugleistungen, besonders bei der Einsatzreichweite, sowie modernere Avionik gefordert. Es wurden zwei AV-8A umgebaut und als YAV-8B bezeichnet. Der Erstflug erfolgte am 9. November 1978. Da British Aerospace bereits im Jahr 1976 begonnene eigene Weiterentwicklungen sowie zwei im Jahr 1979 umgerüstete GR.3 „Harrier“ nicht finanzieren konnte, schloss man sich ein Jahr später der „Harrier II“ von McDonnell Douglas an. Nach den Erfahrungen mit den Sea Harriers im Falklandkrieg wurden weitere Modifikationen an der Avionik, den Triebwerken und den Waffensystemen vorgenommen. Die stärkeren Triebwerke ermöglichen eine größere Abflugmasse und eine größere Anzahl von verfügbaren Waffen. Die neuere Avionik und ein modernes Glas-Cockpit vereinfachten die Arbeiten des Piloten. So konnte das USMC die erste „Harrier II“ am 12. Januar 1985 in Dienst stellen. Die von BAE Systems hergestellte britischen Version des Harrier II, der Harrier GR.5, absolvierte am 30. April 1985 ihren Erstflug und wurde im Juli 1987 in Dienst gestellt. Neben dem USMC wird die Harrier II auch von der spanischen und italienischen Marine eingesetzt. Die britische Royal Navy (RN) verwendet eine weiterentwickelte Variante der Hawker Siddeley „Sea Harrier“, die FA.2. Die britische Royal Air Force (RAF) hingegen setzt auf eine landgestützte weiterentwickelte Variante der Hawker Siddeley Harrier GR.3, den nun von BAe gebauten Harrier GR.5.
Erfahrungen der RAF und der RN im Falklandkrieg flossen in die Entwicklung der AV-8B Harrier II Plus ein. In diesem hatte der Harrier seine grundsätzliche Eignung für den Luftkampf unter Beweis gestellt. Daher forderte das USMC, dass der Harrier II auch neue Langstrecken-Luft-Luft-Lenkwaffen einsetzen können sollte. Dafür musste das Raytheon-AN/APG-65-Radar eingebaut werden, was nur mit einer Vergrößerung des Bugs möglich war. Damit ist der Einsatz der Raytheon AIM-120B „AMRAAM“ möglich, womit der Harrier erstmals BVR-Fähigkeiten besitzt. Des Weiteren wurde das Northrop Grumman Litening II „targeting and reconnaissance pod“ eingebaut, das auch den Einsatz von lasergelenkten Bomben ermöglicht. Das USMC stellte den ersten Harrier II Plus im Juni 1993 in Dienst. Der Harrier GR.9 ist mit dem Harrier II Plus vergleichbar.
Der Harrier II durchlief während seiner Dienstzeit mehrere erhebliche Kampfwertsteigerungen. Er soll in seiner neuesten Version in einigen Ländern noch bis etwa 2020 im Einsatz bleiben. Danach wird die F-35B Lightning II den Harrier in den USA und Italien ersetzen.
In Großbritannien wurde im Dezember 2010 aus Kostengründen beschlossen, alle Harrier II der RAF und RN stillzulegen; lange vor dem Zulauf der F-35C. Im November 2011 kaufte das US Marine Corps daraufhin fast alle außer Dienst gestellten britischen Harrier, insgesamt 72 Flugzeuge, als Ersatzteilspender.

## Mediale Rezeption
Im Film True Lies – Wahre Lügen (1994) rettet Arnold Schwarzenegger als Geheimagent mit einer Harrier II seine Tochter aus der Gewalt von Terroristen. Dieselbe Maschine ist auch in einer Szene von Marvel’s The Avengers (2012) zu sehen.

## Lieferungen
Lieferungen der AV-8B Harrier II:
| Version                | Hersteller               | Benutzer | 1984 | 1985 | 1986 | 1987  | 1988  | 1989 | 1990 | 1991 | 1992 | 1993 | 1994 | 1995 | 1996  | 1997  | 1998 | 1999 | 2000 | 2001 | 2002 | 2003 | SUMME | Bemerkung                 |
| ---------------------- | ------------------------ | -------- | ---- | ---- | ---- | ----- | ----- | ---- | ---- | ---- | ---- | ---- | ---- | ---- | ----- | ----- | ---- | ---- | ---- | ---- | ---- | ---- | ----- | ------------------------- |
| AV-8B/TAV-8B Day       | McDonnell Douglas        | USMC     | 12   | 24   | 30   | 30    | 40    | 39   | 5    |      |      |      |      |      |       |       |      |      |      |      |      |      | 180   | davon 18 TAV-8B           |
| EAV-8B                 | McDonnell Douglas        | Spanien  |      |      |      | ca. 6 | ca. 6 |      |      |      |      |      |      |      |       |       |      |      |      |      |      |      | 12    |                           |
| TAV-8B                 | McDonnell Douglas        | Italien  |      |      |      |       |       |      |      | 2    |      |      |      |      |       |       |      |      |      |      |      |      | 2     |                           |
| AV-8B Night            | McDonnell Douglas        | USMC     |      |      |      |       |       |      | 18   | 20   | 18   | 16   |      |      |       |       |      |      |      |      |      |      | 72    |                           |
| AV-8B Harrier II plus  | McDonnell Douglas        | USMC     |      |      |      |       |       |      |      |      |      | 8    | 13   | 6    |       |       |      |      |      |      |      |      | 27    |                           |
| AV-8B Harrier II plus  | McDonnell Douglas        | Italien  |      |      |      |       |       |      |      |      |      |      |      | 3    |       |       |      |      |      |      |      |      | 3     |                           |
| AV-8B Harrier II plus  | McDonnell Douglas/Alenia | Italien  |      |      |      |       |       |      |      |      |      |      |      |      | 5     | 8     |      |      |      |      |      |      | 13    |                           |
| TEAV-8B                | CASA                     | Spanien  |      |      |      |       |       |      |      |      |      |      |      |      | 1     |       |      |      |      |      |      |      | 1     |                           |
| EAV-8B Harrier II plus | CASA                     | Spanien  |      |      |      |       |       |      |      |      |      |      |      |      | ca. 4 | ca. 4 |      |      |      |      |      |      | 8     |                           |
| AV-8B Day Reman        | McDonnell Douglas        | USMC     |      |      |      |       |       |      |      |      |      |      |      |      | 4     | 4     | 8    | 11   | 13   | 12   | 12   | 10   | 74    | Umbau auf Harrier II plus |
| SUMME                  |                          |          | 12   | 24   | 30   | 36    | 46    | 39   | 23   | 22   | 18   | 24   | 13   | 9    | 14    | 16    | 8    | 11   | 13   | 12   | 12   | 10   | 392   |                           |

## Varianten

### US-Varianten
YAV-8B

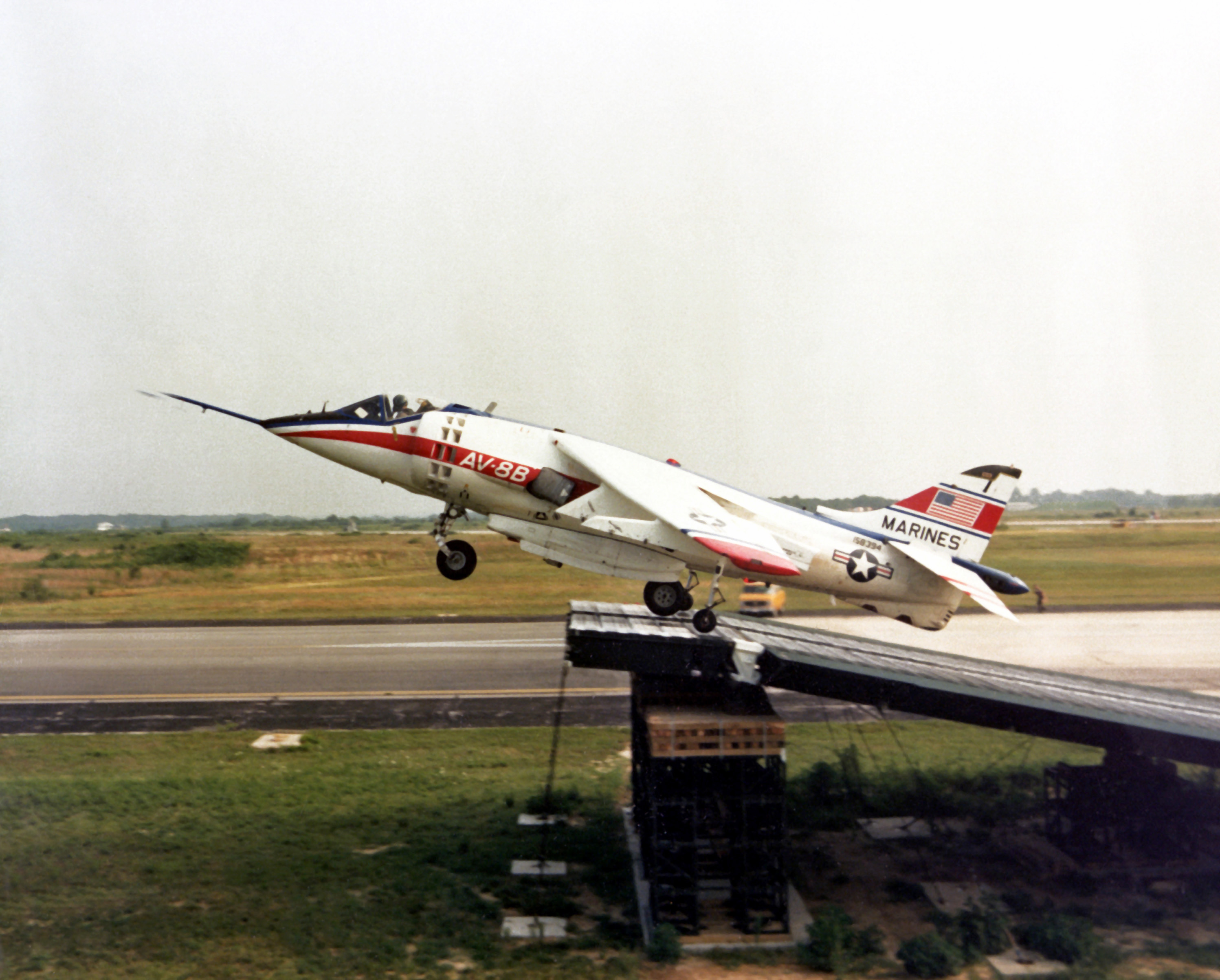
Prototyp YAV-8B im Juli 1979

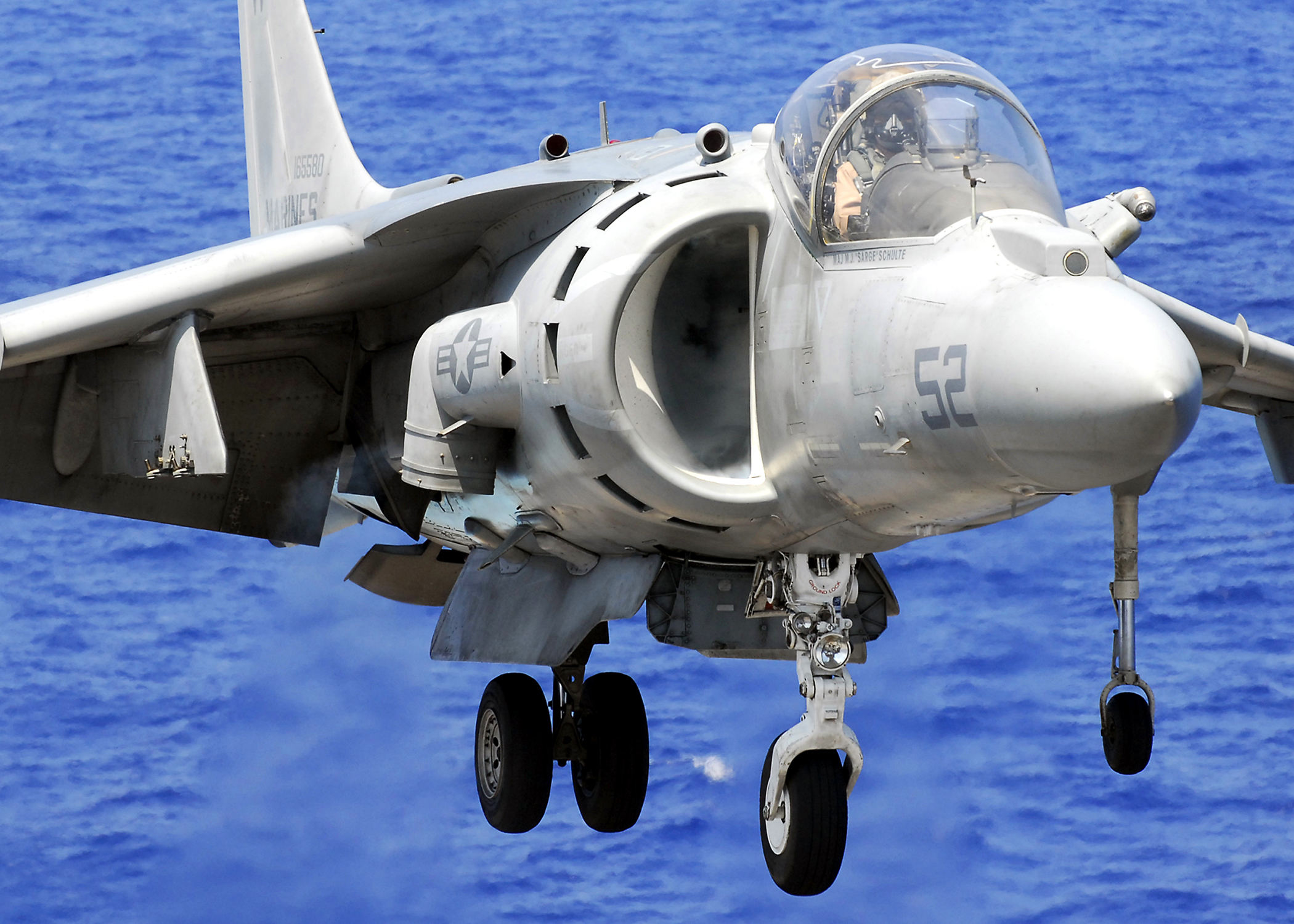
AV-8B beim Landen

Prototyp der Harrier II. Zwei AV-8A wurden für Flugerprobungen umgebaut.
AV-8B „Harrier II“
Initialversion der Harrier II. Vom US Marine Corps und der italienischen Marine eingesetzt, die 16 Stück erhielt.
AV-8B „Night Attack Harrier II“
Aufgerüstete Version mit Wärmebildsichtgerät (FLIR), die 1991 in Dienst gestellt wurde (entspricht in etwa der britischen GR.7-Variante).
AV-8B „Harrier II Plus“
Diese modernisierten AV-8B Harrier II sind mit Raytheon-APG-65-Radar und Northrop Grumman Litening II „targeting and reconnaissance pod“ ausgestattet. Es wurden alle AV-8B Italiens und Spaniens umgerüstet.
EAV-8B Harrier II
Variante der AV-8B Harrier II für die spanische Marine, die 20 Maschinen erhielt.
EAV-8B Matador II
Doppelsitzige Trainervariante der TAV-8B Harrier II für die spanische Marine.
TAV-8B Harrier II
Doppelsitzige Trainervariante der AV-8B für das US Marine Corps (22 Stück) und die italienische Marine (2 Stück).

### Britische Varianten
Harrier GR.5
Die GR.5 war die erste Version der zweiten Generation des Harriers für die Royal Air Force (RAF). Die erste Serienmaschine von BAE hatte am 30. April 1985 ihren Erstflug und wurde im Juli 1987 in Dienst gestellt. Die GR.5 unterschied sich von der AV-8B in einigen Punkten, so zum Beispiel bei der Avionik, der Bewaffnung und der Ausrüstung für elektronische Gegenmaßnahmen. Es wurden 41 GR.5 gebaut.
Harrier GR.5A
Diese leicht verbesserte Variante der GR.5 erhielt bereits Teile des GR.7-Upgrades. Hiervon wurden 21 Stück gebaut.
Harrier GR.7
Die GR.7 ist eine weiter verbesserte Variante der Harrier. Ihr Erstflug fand im Mai 1990 statt, sie kam ab 1997 (Test ab 1994) auf den Flugzeugträgern der Invincible-Klasse zum Einsatz. 34 Stück wurden von 1990 bis 1992 neu gebaut, die letzten einsitzigen gebauten Harrier aus britischer Produktion. Hinzu kamen die modernisierten GR.5 und GR.5A.
Harrier GR.7A
Als GR7A wurde die erste Stufe der Umrüstung auf den Standard der GR9 bezeichnet. Sie erhielt das leistungsfähigere Rolls-Royce-Pegasus-Mk-107-Triebwerk. Das neue Triebwerk lieferte etwa 13 kN mehr Schub, was die Zuladung vor allem unter extremen klimatischen Bedingungen, wie sie zum Beispiel in Afghanistan vorherrschen, erhöhte und die Kosten für die Einsätze reduzierte (geringere Wartung, Landung ohne Abwurf nicht benutzter Waffen). 40 GR.7 wurden derart umgebaut.
Harrier GR.9
Beim GR.9-Standard wurde die Avionik verbessert und es konnten neue Waffen benutzt werden. Dieses Upgrade (auch als Integrated Weapons Programme, IWP bezeichnet) erlaubte den Harriern den Einsatz von präzisionsgelenkter Munition und Avionik mit neuer Trägheits- und GPS-Navigation (INS/GPS) und Nutzung des Sniper-Zielbehälters.
Harrier GR.9A
Ehemalige GR.7A mit dem Mk-107-Triebwerk, die später in Bezug auf Avionik und Waffeneinsetzbarkeit auf den GR.9-Standard gebracht wurden, behielten dabei den Buchstaben A und wurden als GR.9A bezeichnet.
Harrier T.10
Auf Basis der TAV-8B 1994/1995 neu gebaute zweisitzige Trainerversion für die RAF, die jedoch im Gegensatz zur TAV-8B voll kampftauglich ist. 14 Stück wurden neu gebaut, die letzten überhaupt neu gebauten Harrier aus britischer Produktion.
Harrier T.12
Modernisierte T.10, die auf den GR.9-Standard gebracht wurden.

## Technische Daten
| Kenngröße                | Daten der AV-8B Harrier II+ |
| ------------------------ | --- |
| Besatzung                | 1 |
| Länge                    | 14,55 m |
| Spannweite               | 9,25 m |
| Höhe                     | 3,56 m |
| Flügelfläche             | 22,18 m² |
| Flügelstreckung          | 3,78 |
| Leermasse                | 6.764 kg |
| normale Startmasse       | - VTO: k. A. - STO: 10.728 kg |
| max. Startmasse          | - VTO: 9.415 kg - STO: 14.061 kg                                                                                                  |

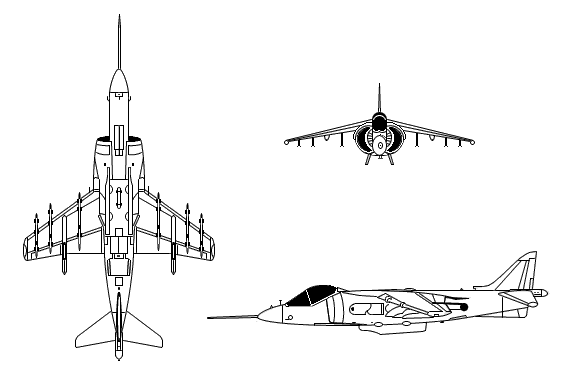
Dreiseitenriss

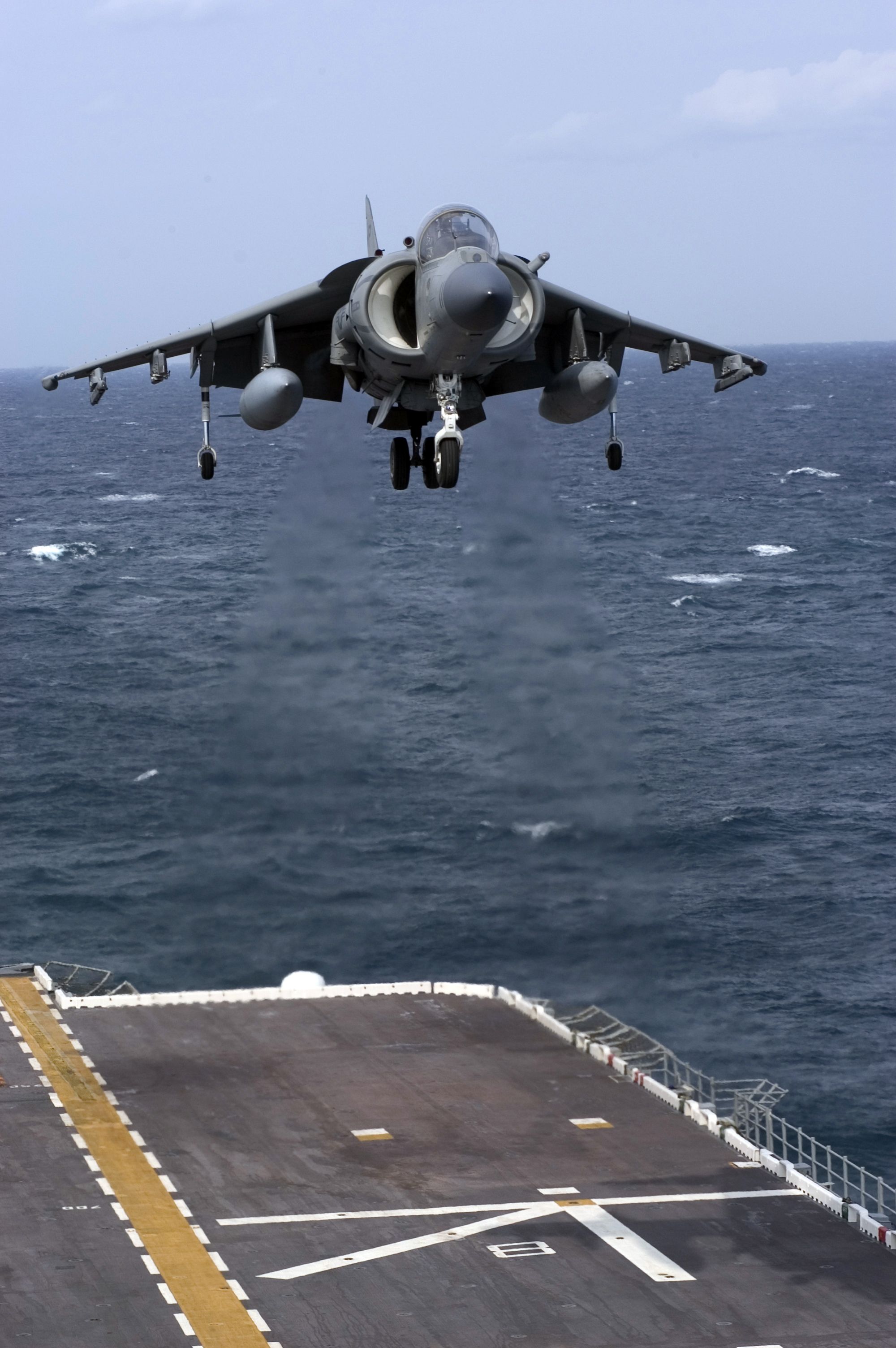
Eine AV-8B Harrier II+ des US-Marine Corps beim Landen auf der Nassau

| Tragflächenbelastung     | - minimal (Leermasse): 305 kg/m² - nominal (normale Startmasse): 484 kg/m² (STO) - maximal (maximale Startmasse): 634 kg/m² (STO) |
| Tankkapazität            | 3.430 kg bzw. 4.320 l (intern) |
| Kraftstoffverhältnis     | 0,32 |
| Antrieb                  | ein Mantelstromtriebwerk Rolls-Royce Pegasus-F402-RR-408/Mk-107 mit 105,87 kN Schub                                               |
| Schub-Gewicht-Verhältnis | - maximal (Leermasse): 1,60 - nominal (normale Startmasse): 1,01 (STO) - minimal (maximale Startmasse): 0,77 (STO)                |
| Höchstgeschwindigkeit    | - Mach 0,91 auf optimaler Flughöhe - Mach 0,86 auf Meereshöhe                                                                     |
| Dienstgipfelhöhe         | 15.240 m |
| Einsatzradius            | 556 km |
| Reichweite               | 1.780 km |

## Bewaffnung

### In Unterrumpfbehältern montierbare Rohrwaffen
- 1 × 25-mm-Gatling-Maschinenkanone General Dynamics GAU 12/U „Equalizer“ mit 300 Schuss Munition (nur AV-8B)
- 2 × 30-mm-Revolver-Maschinenkanonen Royal Small Arms Factory ADEN Mk.4 in je einem externen Behälter mit je 130 Schuss Munition (nur Gr.5/7/9)

### Abwerfbare Waffen an Außenlaststationen
Bewaffnung bis zu 7000 kg an sieben Außenlaststationen unter den beiden Tragflächen und dem Rumpf
Luft-Luft-Lenkflugkörper
- 4 × LAU-38-Startschiene mit BOL-Täuschkörperwerfer Raytheon AIM-9L/M „Sidewinder“ – infrarotgelenkt für Kurzstrecken
- 4 × LAU-128-Startschiene mit BOL-Täuschkörperwerfer Raytheon AIM-120B „AMRAAM“ – radargelenkt für Mittelstrecken (nur AV-8B+)

Luft-Boden-Lenkflugkörper
- 2 × LAU-117-Startschiene mit Raytheon AGM-65D/E/G2/H „Maverick“ – infrarotgelenkt gegen gehärtete bewegliche Ziele
- 2 × LAU-117-Startschiene mit Raytheon AGM-65JX „Maverick“ – elektro-optisch gelenkt gegen gehärtete bewegliche Ziele

Ungelenkte Luft-Boden-Raketen
- 4 × Raketenwerfer BAe LAU-5003 für je 19 × ungelenkte CRV-7-Luft-Boden-Raketen; Kaliber 70 mm (nur Harrier Gr.5/7/9)
- 6 × Raketenwerfer LAU-68/69 für je 7 × ungelenkte FFAR-Luft-Boden-Raketen; Kaliber 70 mm
- 6 × Raketenwerfer LAU-10/A für je 4 × ungelenkte Zuni-Luft-Boden-Raketen; Kaliber 127 mm

Gelenkte Bomben
- 4 × GBU-12 Paveway II (lasergelenkte Bombe; 227 kg)
- 4 × Raytheon „Paveway IV“ (laser-, GPS- und INS-gelenkte 227-kg-/611-lb-Gleitbombe, basierend auf einer Mk.82-Sprengbombe mit Steuerung vorn und einem Lenksatz am Heck) (nur Harrier Gr.7/9)
- 2 × Raytheon „Paveway II+“ (laser-, GPS-gelenkte 454-kg-/1000-lb-Gleitbombe, basierend auf einer Sprengbombe Royal Ordnance MC/GP Mk.10) (nur Harrier Gr.7/9)
- 4 × GBU-32(V)2/B „Joint Direct Attack Munitions“ (JDAM, satellitennavigationsgelenkte 454-kg-Bombe) (nur AV-8B+)
- 4 × GBU-38/B Joint Direct Attack Munitions (JDAM, satellitennavigationsgelenkte 227-kg-Bombe) (nur AV-8B+)
- 4 × GBU-54 Joint Direct Attack Munitions (JDAM, laser- und satellitennavigationsgelenkte 227-kg-Bombe) (nur AV-8B+)

Ungelenkte Bomben
- 16 × Mark 82 LDGP (227-kg-/500-lb-Freifallbombe)
- 7 × Royal Ordnance MC/GP Mk.20 (540-lb-/245-kg-Freifallbombe mit Airburst-Zünder) (nur Harrier Gr.5/7/9)
- 6 × Mk 83 LDGP (454-kg-/1000-lb-Freifallbombe)
- 6 × Royal Ordnance MC/GP Mk.10 (454-kg-/1000-lb-Freifallbombe) (nur Harrier Gr.5/7/9)
- 10 × Mk.77 Mod 2 (230-kg-/500-lb-Napalm-Brandbombe)
- 10 × Mark 20 „Rockeye II“ (CBU-100, 222-kg-/490-lb-Anti-Panzer-Streubombe mit 247 Mk.118-Bomblets)
- 6 × Hunting Engineering BL755 (264-kg-Panzerbekämpfungs-Streubombe mit 7 × 21 Bomblets)

Zusatzbehälter
- 4 × abwerfbarer Zusatztank für 1136 Liter (300 US-Gallonen) JP-5-Kerosin
- 4 × abwerfbarer Zusatztank für 330 US.liq.gal. Kerosin
- 4 × abwerfbarer Zusatztank für 370 US.liq.gal. Kerosin
- 2 × CNU-188/A-Gepäckcontainer
- 1 × Zielbeleuchtungsbehälter Northrop Grumman AN/AAQ-28 Litening II „targeting and reconnaissance pod“
- 1 × Zielbeleuchtungsbehälter Lockheed Martin AN/AAQ-33 „Sniper ATP“
- 1 × Aufklärungsbehälter Digital Joint Reconnaissance (DJRP) (nur Harrier Gr.7/9)
- 1 × Aufklärungsbehälter Finten VICON 18 Series 601GR(1) (nur Harrier Gr.5)
- 1 × Täuschkörperbehälter TERMA MCP-H AIRCM (nur Harrier Gr.5/7/9)

## Nutzer

### Nutzerstaaten

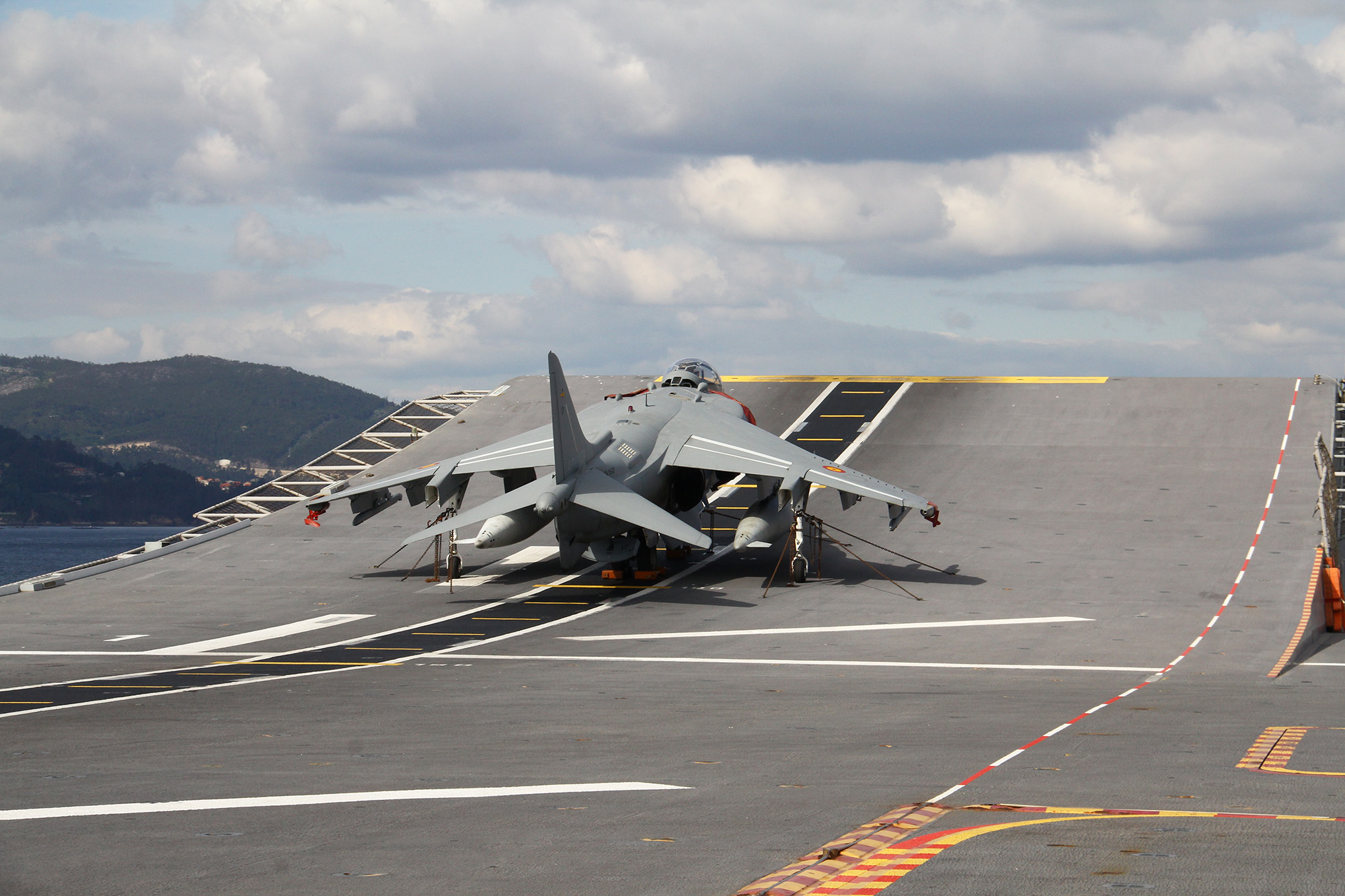
Spanische Harrier II

Italien
Marina Militare
16 AV-8B+ / 2 TAV-8B Harrier II
 Spanien
Armada Española
20 EAV-8B+ / EAV-8B Night Attack / 1 TAV-8B Matador
 Vereinigte Staaten
United States Marine Corps
161 AV-8B Day Attack
66 AV-8B Night Attack
116 AV-8B+ (42 neue und 74 modifizierte Day-Attack-Maschinen)
22 TAV-8B Harrier II
Frühere Nutzer waren:
 Vereinigtes Königreich
Royal Air Force (plus Royal Navy)
Details zu den beschafften Luftfahrzeugen siehe im Abschnitt zu den britischen Varianten weiter oben, die Flugzeuge wurden zunächst von der RAF beschafft und betrieben sowie später „gepoolt“.

### Stationierungsorte in Deutschland
- Royal Air Force Germany
  - RAF Gütersloh, März 1989 bis November 1992, Harrier GR5/GR5A/GR7 (3. und 4. Squadron)
  - RAF Laarbruch, November 1992 bis Mai 1999, Harrier GR7/T10 (3. und 4. Squadron)

Anmerkung: Mit der Umrüstung auf die zweite Harrier-Generation wurde die Staffelstärke der Harrier Force von nominal 18 auf 12 Luftfahrzeuge reduziert.